# 克利夫蘭 (北卡羅萊納州約翰斯頓縣)
克利夫蘭（英語：Cleveland）是位於美國北卡羅萊納州約翰斯頓縣的非建制地區。

## 地理
克利夫蘭所處的海拔為高於海平面74米（即243英呎），而該地所採用的時區為UTC-5，即北美东部时区（EST）。同時該地設有夏令時間，為UTC-5調快一小時，即UTC-4（EDT）。